# Le Petit Courrier (Dürer)
Pour les articles homonymes, voir Le Petit Courrier.
Le Petit Courrier est une gravure sur cuivre au burin datée vers 1496, de l'artiste de la Renaissance allemande Albrecht Dürer (1471-1528).

## Histoire
Cette gravure reprend l'une des premières gravures exécutées au burin par Dürer, Le Grand courrier, dont il n'existe qu'une seule épreuve conservée à Dresde, probablement la première gravure de cette technique par l'artiste. Elle est inspirée d'un burin de Martin Schongauer, Saint Georges combattant le dragon (entre 1470 et 1475), d'où Dürer a tiré la silhouette élancée du cheval, en diagonale dans l'image.
Cette scène évoque le système très performant des postes impériales, alors dirigées par la puissante famille des Thurn und Taxis sur privilège de l'empereur, qui reposait sur un réseau de relais pour les chevaux suffisamment dense pour faire parvenir les missives d'un bout à l'autre du Saint-Empire romain germanique en un temps record.

## Analyse
Le messager au grand galop, le fouet levé, s'élance vers une ville figurée dans le lointain. Un dynamisme virevoltant se dégage de cette scène de genre précoce dans l'œuvre de Dürer aux dimensions pourtant très réduites. 